# 朝倉康心
朝倉 康心（あさくら こうしん、1986年3月4日- ）は、競技麻雀のプロ雀士。最高位戦日本プロ麻雀協会所属。Mリーグ2021-22シーズンまでU-NEXT Piratesに所属した。最高位戦リーグではA2リーグに所属。福井県小浜市出身。福井県立若狭高等学校、東京農工大学農学部卒業。ASAPINのハンドルネームでも知られる。初代・11代天鳳位。

## 略歴
- 2011年2月4日、大学在学中、4899戦の対局を経てASAPINのハンドルネームでオンライン麻雀・天鳳の初代天鳳位となる[3][注 1]。
- 2015年3月13日、多井隆晴、小林剛、石橋伸洋らを退け、第四期天鳳名人戦で優勝[4]。
- 2016年10月1日、トトリ先生19歳のハンドルネームで3859戦で11代目天鳳位[注 2]となり、４人打ちでは史上初めてとなる2回目の天鳳位獲得を果たす(3人打ちではsigenoriが達成)[5][6]。
- 2016年10月24日、連盟トッププロ5名vs天鳳位5名、天鳳ルール（3万点持ちの3万点返し・順位点は1位+50、2位+20、3位±0、4位-70　一発・裏ドラ・赤ドラ各１枚あり）で行われた天鳳位vs.連盟プロ 1st seasonで優勝[7]。連盟側の出場選手は瀬戸熊直樹、佐々木寿人、勝又健志、前田直哉、藤崎智である。佐々木寿人以外が連盟の最高タイトルである鳳凰位の獲得経験者であり、天鳳ルールでは競技麻雀のトップクラス相手でも高い実力を持っていることを示した。
- 2017年3月20日、連盟Aルールで行われた天鳳位vs.連盟プロ 2nd seasonは、予選最下位で敗退となった。2nd seasonからは佐々木寿人に代わって鳳凰位獲得経験者の前原雄大が参戦しており、前原雄大の優勝で幕を閉じた[8]。
- 2017年7月17日、麻雀駅伝2017（AbemaTV主催）に出場し、藤田晋、片山まさゆき、鈴木大介、じゃいなどと共にアマチュア連合の一員としてチーム優勝を果たした[9]。また、出場部門である3人打ちでは元鳳凰位である勝又健志などを相手に10万点以上のトップを2度も取るなどし圧勝し、区間賞を獲得した[10]。
- 2017年12月27日、連盟WRCルール（一発・裏ドラあり、順位点5000-15000）で行われた天鳳位vs.連盟プロ 3rd seasonは、決勝に進出し4位で終えた。優勝は、2nd seasonに続いて前原雄大であった[11]。
- 2018年3月2日、数々の実績により、特例として最高位戦B1リーグからの参加を認められプロ入り[12][13]。
- 2018年6月30日、国内最大の麻雀大会、麻雀最強戦2018「男子プレミアトーナメント 天鳳ニューパワー」で優勝[14]。
- 2018年8月5日、麻雀駅伝2018で最高位戦チームの一員として優勝、前年度アマチュア連合で優勝しているため朝倉個人としては連覇となった[15]。
- 2018年8月7日、Mリーグドラフト会議でU-NEXT Piratesから2巡目指名を受け、Mリーグへの参加資格を得た[16]。なお、U-NEXT Piratesはチーム3名全員が天鳳名人位の経験者である。
- 2018年11月21日、初年度ながら最高位戦B1リーグで優勝し、Aリーグへ昇級。
- 2019年5月10日、多井隆晴、小林剛、石橋伸洋らを退け、第八期天鳳名人戦で優勝[17]。
- 2019年6月9日、自身のTwitterで一般女性との入籍を発表。
- 2021年9月19日未明、「あゆぴん」のハンドルネームで、オンライン麻雀・雀魂の最高段位「魂天」に到達[18][注 3]。
- 2023年7月31日、自身のnoteで事実上の離婚を発表した。
- 2023年8月4日、自身のnoteで復縁・離婚解消となり変わらず婚姻関係を続けることを発表した[19]。
- 2023年9月27日、最高位戦A1リーグ最終節の結果、総合11位でA2に降格。同時に離婚を発表した。[20][21]。

## 人物
兄は近代麻雀webで連載を持つ記者であり、『実戦でよく出る！読むだけで勝てる麻雀講義 （近代麻雀戦術シリーズ）』の著作を持つ元塾講師、麻雀youtuberのゆうせー。
2020年のMリーグでは、北斗の拳のアミバ、トキのコスプレを披露した。
Mリーグで錯チー、誤ツモしたことから、ミスが多い自覚があり、リーチ後間違っていないか不安になる後遺症がある、対策としてツモ牌の確認方法を変えたと明かしている。

## 雀風
- 天鳳ではトトリ先生19歳のハンドルネームで副露率0.400を越えるくらい鳴きを多用する[24]。
- 押し引きはバランス型として知られるが、的確な守備にも定評がある。
- 科学的なデータや体感的な期待値を基に、経験則や状況で判断を調整するアナログなスタイル[25]。

## Mリーグ成績
| シーズン | チーム         | 半荘 | 個人スコア | 個人スコア | 個人スコア | 最高スコア | 最高スコア | 4着回避率 | 4着回避率 | 連対率 | トップ率 | 平均 着順 | 1着 | 1.5 | 2着 | 2.5 | 3着 | 3.5 | 4着 | 参照   |
| シーズン | チーム         | 半荘 | Pt         | 順位       | 平均       | 点         | 順位       | 率        | 順位      | 連対率 | トップ率 | 平均 着順 | 1着 | 1.5 | 2着 | 2.5 | 3着 | 3.5 | 4着 | 参照   |
| -------- | -------------- | ---- | ---------- | ---------- | ---------- | ---------- | ---------- | --------- | --------- | ------ | -------- | --------- | --- | --- | --- | --- | --- | --- | --- | ------ |
| 2018-19  | U-NEXT Pirates | 28   | 178.8      | 4/21       | 6.4        | 56,300     | ――         | 0.82      | 5T/21     | 60.7%  | 25.0%    | 2.30      | 7   | 0   | 10  | 1   | 5   | 0   | 5   | [ 26 ] |
| 2019-20  | U-NEXT Pirates | 28   | ▲143.4     | 21/29      | ▲5.1       | 51,300     | 18/29      | 0.7500    | 13/29     | 42.9%  | 21.4%    | 2.63      | 6   | 0   | 6   | 0   | 8   | 1   | 7   | [ 27 ] |
| 2020-21  | U-NEXT Pirates | 19   | ▲294.0     | 29/30      | ▲15.5      | 45,500     | 27/30      | 0.6842    | 21T/30    | 36.8%  | 10.5%    | 2.84      | 2   | 0   | 5   | 0   | 6   | 0   | 6   | [ 28 ] |
| 2021-22  | U-NEXT Pirates | 23   | 68.8       | 14/32      | 3.0        | 102,400    | 2/32       | 0.6957    | 23/32     | 56.5%  | 26.1%    | 2.48      | 6   | 0   | 7   | 0   | 3   | 0   | 7   | [ 29 ] |
| 通算     | 通算           | 98   | ▲189.8     | ▲189.8     | ▲1.9       | 102,400    | 102,400    | 74.5%     | 74.5%     | 50.0%  | 21.4%    | 2.54      | 21  | 0   | 28  | 1   | 22  | 1   | 25  |        |

- 個人賞は規定打荘数（20半荘）以上の選手が対象
- 着順の1.5、2.5、3.5は1着同着、2着同着、3着同着
- 2019年シーズンから最高スコアが表彰対象に

| シーズン               | チーム                 | 半荘                   | 個人スコア             | 個人スコア             | 最高スコア             | 4着回避率              | 連対率                 | トップ率               | 平着                   | 1着                    | 1.5                    | 2着                    | 2.5                    | 3着                    | 3.5                    | 4着                    |                        |
| シーズン               | チーム                 | 半荘                   | Pt                     | 平均                   | 最高スコア             | 4着回避率              | 連対率                 | トップ率               | 平着                   | 1着                    | 1.5                    | 2着                    | 2.5                    | 3着                    | 3.5                    | 4着                    |                        |
| セミファイナルシリーズ | セミファイナルシリーズ | セミファイナルシリーズ | セミファイナルシリーズ | セミファイナルシリーズ | セミファイナルシリーズ | セミファイナルシリーズ | セミファイナルシリーズ | セミファイナルシリーズ | セミファイナルシリーズ | セミファイナルシリーズ | セミファイナルシリーズ | セミファイナルシリーズ | セミファイナルシリーズ | セミファイナルシリーズ | セミファイナルシリーズ | セミファイナルシリーズ | セミファイナルシリーズ |
| ---------------------- | ---------------------- | ---------------------- | ---------------------- | ---------------------- | ---------------------- | ---------------------- | ---------------------- | ---------------------- | ---------------------- | ---------------------- | ---------------------- | ---------------------- | ---------------------- | ---------------------- | ---------------------- | ---------------------- | ---------------------- |
| 2019-20                | U-NEXT Pirates         | 2                      | ▲66.3                  | ▲33.2                  | 26,800                 | 50.0%                  | 0%                     | 0%                     | 3.50                   | 0                      | 0                      | 0                      | 0                      | 1                      | 0                      | 1                      |                        |
| 2021-22                | U-NEXT Pirates         | 3                      | ▲90.0                  | ▲30.0                  | 25,600                 | 66.7%                  | 0%                     | 0%                     | 3.33                   | 0                      | 0                      | 0                      | 0                      | 2                      | 0                      | 1                      |                        |
| セミファイナル通算     | セミファイナル通算     | 5                      | ▲156.3                 | ▲31.3                  | 26,800                 | 60.0%                  | 0%                     | 0%                     | 3.40                   | 0                      | 0                      | 0                      | 0                      | 3                      | 0                      | 2                      |                        |
| ファイナルシリーズ     |                        |                        |                        |                        |                        |                        |                        |                        |                        |                        |                        |                        |                        |                        |                        |                        |                        |
| 2019-20                | U-NEXT Pirates         | 3                      | 85.4                   | 28.5                   | 74,400                 | 100%                   | 66.7%                  | 33.3%                  | 2.00                   | 1                      | 0                      | 1                      | 0                      | 1                      | 0                      | 0                      |                        |
| ファイナル通算         | ファイナル通算         | 3                      | 85.4                   | 28.5                   | 74,400                 | 100%                   | 66.7%                  | 33.3%                  | 2.00                   | 1                      | 0                      | 1                      | 0                      | 1                      | 0                      | 0                      |                        |
| ポストシーズン通算     | ポストシーズン通算     | 8                      | ▲70.9                  | ▲8.9                   | 74,400                 | 75.0%                  | 25.0%                  | 12.5%                  | 2.88                   | 1                      | 0                      | 1                      | 0                      | 4                      | 0                      | 2                      |                        |

## 出演

### ウェブテレビ
- おしえて!パイレーツ（2018年9月29日 - 、YouTube・U-NEXTチャンネル）[30]

## 作品

### 著書
ASAPIN名義
- 超精緻麻雀 : 多角的思考による盤面把握（2014年4月 マイナビ出版 ISBN 9784839951054）
- 新次元麻雀 : 場況への実戦的対応とケイテンの極意（2014年12月 マイナビ出版 ISBN 9784839953973）
- 最強位・天鳳位・雀ゴロ天才雀士3人に麻雀のことを聞いたらバカ勝ちできた。（2016年9月 竹書房 ISBN 9784801908543）

朝倉康心名義
- 麻雀の失敗学（2019年7月 竹書房 ISBN 9784801919327）

### 監修
- 夜桜たま×朝倉康心 に学ぶ現代麻雀（著者・イラスト:夜桜たま、漫画:大川ぶくぶ）（2019年12月 竹書房 ISBN 9784801920484）
- 夢をかなえる麻雀ノート（著者:神尾亮）（2020年4月 竹書房 ISBN 9784801922259）

### 制作協力
ASAPIN名義
- ネマタ『天鳳公式完全攻略読本』洋泉社、2015年7月、ISBN 978-4800306906（初代天鳳位 ASAPINの5箇条 寄稿）